# Martello
Martello, németül: Martell, település Olaszországban, Bolzano autonóm megyében. Lakosainak száma 831 fő (2023. január 1.). Martello Lasa (Dél-Tirol), Peio, Rabbi, Ultimo, Valfurva, Laces, Silandro és Stilfs községekkel határos.

## Népesség
A település népességének változása:
| Lakosok száma | 862  | 853  | 831  |
|               | 2017 | 2018 | 2023 |